# Trust der Diebe
Trust der Diebe ist ein deutscher Kriminal-Stummfilm aus dem Jahre 1929 von Erich Schönfelder mit Agnes von Esterhazy, Paul Otto und Oskar Marion in den Hauptrollen. Die Geschichte basiert auf dem Roman „Der Stahltrust“ (1928) von Ernst Klein.

## Handlung
Nach außen hin ein angesehener Juwelier, ist Herr Voilson in Wahrheit der Mitglied einer Diebesbande, die sich kurz „Der Trust“ nennt. Selbst untereinander gibt man sich in diesem Ganoven-Herrenclub sehr geheimnisvoll. Damit keiner den anderen jemals identifizieren kann, werden mysteriöse Anweisungen von der Chefetage – als Boss entpuppt sich am Ende ausgerechnet ein waschechter Bankier namens Greimann – lediglich von einem Hund mit Reißverschlusshalsband überbracht. Die Polizei ist jedoch den langfingrigen Herrschaften auf der Spur, hat sie doch einen geheimnisvollen Zuträger, der sich gegenüber der Staatsmacht als Detektiv ausgibt. Von nun an misslingen öfters mal Raubzüge, und der Trust der Diebe beginnt sich Sorgen zu machen. 
Derweil plant Juwelier Voilson, aus dem „Verein“ auszusteigen, zumal die Polizei ihn bereits unter Verdacht hat, mit der Gang in Verbindung zu stehen. Um ihn zu überführen, wird die pfiffige, junge Kriminalassistentin Miss Smith als wohlhabende Amerikanerin verkleidet, die derzeit im Hotel Eden logiert. Von dort aus kontaktiert sie Voilson mit der Bitte, sie mit einigen Perlenketten zu besuchen, denn sie wolle gern ein wertvolles Stück erwerben. Als Voilson ankommt, ist er recht bald Feuer und Flamme für die junge Dame und malt sich aus, an ihrer Seite ein neues Leben beginnen zu können. Doch es kommt alles anders: Voilson muss seinen „Verrat“ am Trust der Diebe mit dem Leben bezahlen, kann aber zuvor dafür sorgen, dass der Verbrecherring von der Polizei gesprengt wird.

## Produktionsnotizen
Gedreht von Dezember 1928 bis Februar 1929 im Atelier von Berlin-Staaken, passierte Trust der Diebe die Zensur am 18. September desselben Jahres und wurde am 8. November 1929 in zwei Berliner Kinos uraufgeführt. Die Länge des mit Jugendverbot belegten Achtakters betrug 2290 Meter. 
Die Produktionsleitung hatte Georg C. Horsetzky, die Aufnahmeleitung übernahm William Zeiske. Die Filmbauten gestaltete Karl Görge.

## Kritik
In der Frankfurter Zeitung war zu lesen: “Die Regie von Erich Schönfelder hat den Reißer souverän inszeniert, die Darsteller sehr glücklich ausgesucht. (…) Hauptdarsteller ist Paul Otto, ein katzenköpfiger Mann mit guter Haltung; seine Gegenspielerin Agnes Esterhazy, etwas zu dämonisch. Der Vorsitzende des Trusts der Diebe: Carl Goetz, ein Roué von erschreckender Eindringlichkeit.”

## Einzelnachweis
1. ↑  Frankfurter Zeitung, Stadtblatt, vom 13. Juli 1930